# Peter Bocage

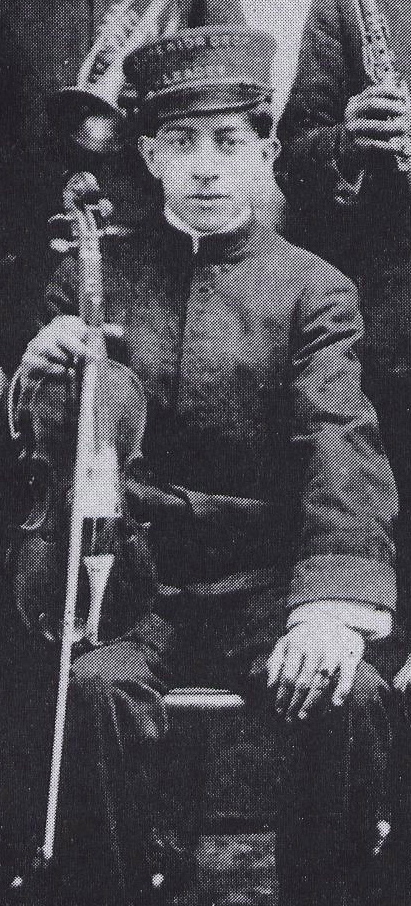
Peter Bocage in 1910

Peter Bocage (New Orleans, 4 augustus 1887 - aldaar, 3 december 1967) was een Amerikaanse multi-instrumentalist uit de vroege jaren van de New Orleans-jazz, toen ragtime populair was. Hij speelde viool en kornet, maar ook wel trombone, banjo, mandoline, gitaar, bariton en xylofoon.

## Biografie
Bocage speelde in de band van zijn vader en met verschillende groepen in Storyville, de rosse buurt van New Orleans. In 1908 werd hij leider en violist van de populaire ragtimeband Superior Orchestra, waar hij Bunk Johnson aannam. In 1910 speelde hij in de Eagle Band. Hij leerde zichzelf trompet spelen, wat uiteindelijk zijn belangrijkste instrument zou worden, en in 1917 werd hij lid van de band van Fate Marable die op stoomschepen op de Mississippi speelde. In 1918 speelde hij in de Onward Brass Band van Manuel Perez (met King Oliver) en in de groep van Henry Allen. Ook was hij regelmatig lid van de Tuxedo Orchestra van Papa Celestin, waarin Louis Armstrong speelde. In 1922 werd hij leider van de Excelsior Band en zou dat tot 1932 blijven. In 1923 trad hij toe tot het orkest van Armand Piron, New Orleans Orchestra. Met deze groep trad hij kort op in de Cotton Club in Harlem en maakte hij ook opnames (in 1925 en 1932). In 1939 speelde hij kort bij Sidney Bechet en in het begin van de jaren veertig, toen dixieland weer 'in' was, maakte hij met oudgedienden opnames onder de naam de Jazz Pioneers. Ook speelde hij weer in de brassband van Henry Allen. In de jaren vijftig en zestig leidde hij de Creole Serenaders, een voortzetting van de groep van Piron. Met deze band maakte hij ook opnames voor Riverside. In de jaren zestig trad hij regelmatig op in Preservation Hall in New Orleans.
Bocage beschouwde zichzelf niet als een jazzmuzikant, maar een ragtimemuzikant. Hij was van de downtown-school en speelde zacht en melodieus. Van de uptown-stijl van syncopators als Buddy Bolden moest hij niets hebben.  

## Discografie
- Peter Bocage and His Creole Serenaders, Jazzology Records